# Малое Батырево (Батыревский район)
Ма́лое Ба́тырево (чув. Кӗҫӗн Патӑрьел) — деревня в Батыревском районе Чувашской Республики России. Входит в состав Туруновского сельского поселения.

## География
Деревня находится в юго-восточной части Чувашии, в пределах Чувашского плато, в зоне хвойно-широколиственных лесов, на левом берегу реки Була, при автодороге А151, на расстоянии примерно 1 километра (по прямой) к северу от села Батырева, административного центра района. Абсолютная высота — 101 метр над уровнем моря.

### Климат
Климат характеризуется как умеренно континентальный, с умеренно холодной снежной зимой и тёплым летом. Среднегодовая температура воздуха — 3,1 °С. Средняя температура воздуха самого тёплого месяца (июля) — 18,7 °C (абсолютный максимум — 37 °C); самого холодного (января) — −12,3 °C (абсолютный минимум — −42 °C). Среднегодовое количество атмосферных осадков составляет 530 мм.

### Часовой пояс
Деревня Малое Батырево, как и вся Чувашия, находится в часовой зоне МСК (московское время). Смещение применяемого времени относительно UTC составляет +3:00.

## Население
| 2010 | 2012 |
| ---- | ---- |
| 691  | ↘662 |

### Половой состав
По данным Всероссийской переписи населения 2010 года в гендерной структуре населения мужчины составляли 44,4 %, женщины — соответственно 55,6 %.

### Национальный состав
Согласно результатам переписи 2002 года, в национальной структуре населения чуваши составляли 98 % из 664 чел.